# Temporal Key Integrity Protocol
Temporal Key Integrity Protocol of TKIP-protocol is een cryptografisch protocol dat gebruikt wordt in de IEEE 802.11-standaard. IEEE 802.11 was een standaard voor wifi. Het TKIP-protocol is onder andere door de Wi-Fi Alliance ontwikkeld, omdat er in het oude Wired Equivalent Privacy protocol ten aanzien van de beveiliging zwakke plekken zaten, die niet op een andere, eenvoudigere wijze waren te verbeteren. Het risico bij de encryptie, binnen WEP, bestond uit het hergebruik van sleutels, sleutels waarmee gegevens door de verzender worden versleuteld en door de ontvanger worden gedecodeerd, waardoor het protocol relatief gemakkelijk was te kraken.

## Technische details
Het Temporal Key Integrity Protocol maakt gebruik van de RC4 stream cipher met 128 bit-sleutels voor encryptie van verstuurde gegevens en 64 bit sleutels voor de authenticatie, het tot stand brengen van een verbinding tussen de verzender en ontvanger.
Gegevens die van de verzender van het Wireless access point naar de ontvanger, bijvoorbeeld naar een laptop, worden in packets met een vaste grootte verstuurd. Om te voorkomen dat de gegevens kunnen worden gelezen als iemand ze onderschept, wordt ieder packet met een eigen sleutel gecodeerd. Deze sleutel wordt van een hoofdsleutel afgeleid. De hoofdsleutel is bekend bij de verzender en de ontvanger en wordt niet doorgestuurd. De aanpassing die wordt gedaan heet de initialisatievector IV. Door deze vector toe te passen op de hoofdsleutel ontstaat er een tijdelijke sleutel die kan worden gebruikt om een bericht te coderen en later te decoderen. De IV werd in het oude WEP-protocol onversleuteld meegezonden, maar bij TKIP is de IV ook versleuteld.
Een ander probleem van het WEP-protocol is dat als een hacker de initialisatievector kon onderscheppen, hij deze eenvoudig kon gebruiken om een eigen packet naar de ontvanger sturen. Hierbij hoeft de hacker niet de inhoud van het bericht of de hoofdsleutel te kennen. Om dit probleem op te vangen maakt TKIP gebruik van een Message Integrity Check MIC. Deze check controleert of de inhoud van het packet nog steeds klopt. Als de hacker zou proberen om met behulp van een onderschepte initialisatievector een bericht te versturen, dan zou de MIC niet meer overeenkomen met het nieuwe bericht. Wanneer een Wi-Fi Access Point detecteert dat de inhoud van een packet niet overeenkomt met de MIC, dan wordt het packet niet behandeld en zal deze een nieuwe sleutel genereren. Wanneer binnen 60 seconden twee pakketten worden ontvangen waarvan de inhoud niet overeenkomt met de MIC moet een Wi-Fi Access Point gedurende 60 seconden geen communicatie toestaan.

## TKIP-protocol ook onveilig
Het TKIP-protocol bleek ook kwetsbaar. De Wi-Fi Alliance besliste daarom in juni 2010 dat de IEEE 802.11-standaard vanaf het jaar daarna ook niet meer op Wi-Fi Access Points mocht worden toegelaten en vanaf 2012 op geen enkel nieuw wifi-apparaat meer mocht worden gebruikt. Het WEP-protocol werd in 2013 verbannen en sindsdien is het alleen nog mogelijk om voor wificommunicatie WPA2-AES te gebruiken.